# Tetrametiletilendiamina
La tetrametiletilendiamina, N,N,N',N'-tetrametiletilendiamina o N,N,N',N'-tetrametiletano-1,2-diamina, conocida también como TMEDA o TEMED, es una diamina de fórmula molecular C6H16N2. A diferencia de la 1,6-hexanodiamina, de la que es isómera, en la tetrametiletilendiamina ambos grupos amino son terciarios.

## Propiedades físicas y químicas
La tetrametiletilendiamina es un líquido de incoloro o de color blanquecino con ligero olor a amoníaco. Tiene su punto de ebullición a 121 °C y a -55 °C solidifica. En fase líquida posee una densidad de 0,775 g/cm³, mientras que su vapor es más pesado que el aire. Es soluble en agua y en la mayor parte de los disolventes orgánicos. El valor del logartitmo de su coeficiente de reparto, logP = 0,3, indica que su solubilidad es mayor en disolventes hidrófobos que en agua.

Es un compuesto estable, higroscópico y muy inflamable. Es incompatible con agentes oxidantes fuertes, ácidos, anhídridos de ácidos, cloruros de acilo, cobre y mercurio.

## Síntesis y usos

### Reactivo en síntesis inorgánica y orgánica
La tetrametiletilendiamina o TMEDA tiene un amplio uso como ligando para iones metálicos. Forma complejos estables con muchos haluros —como cloruro de cinc o ioduro de cobre (I)—, dando lugar a complejos estables en disolventes orgánicos. En dichos complejos, TMEDA actúa como ligando bidentado.

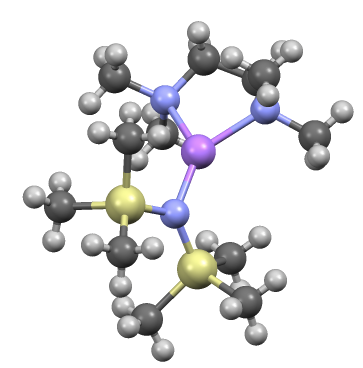
Aducto de TMEDA con bis(trimetilsilil)amida de litio.

TMEDA muestra afinidad por los iones de litio. Cuando se combina con n-butil-litio (BuLi), los átomos de nitrógeno de esta amina se coordinan con el litio, formando un clúster de mayor reactividad que el tetrámero o hexámero que normalmente adopta el n-butil-litio. El complejo BuLi/TMEDA es capaz de litiar muchos compuestos tales como benceno, furano, tiofeno, N-alquil-pirroles o ferroceno. Muchos complejos de aniones organometálicos han sido aislados en la forma de sus complejos [Li(TMEDA)2]+. En estos complejos, el [Li(TMEDA)2]+ actúa como una sal cuaternaria de amonio, semejante al [NEt4]+.
Por otra parte, el BuLi/TMEDA es utilizado en síntesis orgánica, en concreto en aquellos casos donde el anión n-butilo es capaz de acoplarse al material inicial debido a su débil naturaleza nucleófila.

### Otros usos
TMEDA se usa con persulfato amónico para catalizar la polimerización de acrilamida en la fabricación de geles de poliacrilamida, utilizados en electroforesis en gel para la separación de proteínas o ácidos nucleicos. También se emplea como agente antihiperlipidémico, estimulador del crecimiento vegetal, inhibidor del crecimiento de patógenos y componente de propergoles hipergólicos.

## Precauciones
Este compuesto puede provocar efectos tóxicos si se inhala o si se absorbe por la piel. Su inhalación o contacto puede irritar o quemar tanto la piel como los ojos. Su combustión genera gases irritantes y corrosivos. Asimismo, sus vapores pueden causar mareos o sofocos.